# Dicranomyia ordinaria
Dicranomyia ordinaria är en tvåvingeart som först beskrevs av Alexander 1945.  Dicranomyia ordinaria ingår i släktet Dicranomyia och familjen småharkrankar.
Artens utbredningsområde är Bolivia. Inga underarter finns listade i Catalogue of Life.